# Erfgoedpartners Groningen
Erfgoedpartners Groningen is een koepelorganisatie die zich bezig houdt met de instandhouding en het beheer van monumenten en erfgoedcollecties in de provincie Groningen. Dit gebeurt vooral door het opzetten van samenwerkingsverbanden, door presentaties en via educatieve projecten. De organisatie ondersteunt de musea in de provincie en organisaties die molens beheren. 
Erfgoedpartners ontstond omstreeks 2011 uit een samenwerkingsverband tussen Museumhuis Groningen en Het Groninger Molenhuis. Sinds 2020 werkt Erfgoedpartners tevens nauw samen met het Centrum Groninger Taal en Cultuur (eerder Huis van de Groninger Cultuur genoemd). De gelden voor de activiteiten worden vooral door de Provincie Groningen ter beschikking gesteld.
De organisatie geeft een aantal nieuwsbrieven uit, waaronder het 14-daagse mededelingenblad Erfgoedloper en het tijdschrift De Zelfzwichter. Daarnaast zijn er nieuwsbrieven op het gebied van cultuureducatie en orgelcultuur. Ook beheert de organisatie sinds 2021 de website De Verhalen van Groningen met de historische Canon van Groningen, verder de Collectie Groningen van de Groninger Musea (sinds 2002 ontstaan vanuit het Museum Inventarisatie Project) en de elektronische databank van het Groninger Molenarchief.
Erfgoedpartners is sinds april 2023 gevestigd in het Berlagehuis te Usquert. De organisatie wordt geleid door Roeli Broekhuis, eerder directeur van Museumhuis Groningen.